# Pankraz Schuk
Pankraz Schuk (Pseudonym: Maximilian Stürmer; * 13. Mai 1877 in Proßnitz/Mähren; † 13. Jänner 1951 in Maria Enzersdorf/Niederösterreich) war ein österreichischer Postbeamter und Schriftsteller.

## Leben
Pankraz Schuk war der Sohn eines Schuhfabrikanten. Er wuchs ab 1882 in Wien auf, wo er von 1883 bis 1888 die Volksschule und anschließend ein Gymnasium absolvierte. Ab 1896 war er als Praktikant im österreichischen Postdienst tätig. Sein Beruf führte ihn von Wien nach Mödling und Berndorf an der Triesting. Ab 1903 war Schuk Postassistent in Mödling, später Postamtsdirektor in Wien. Nach dem Erfolg seiner ersten literarischen Werke gab Schuk seinen erlernten Beruf auf und wurde freier Schriftsteller.
Pankraz Schuk war Verfasser von historischen Romanen, Erzählungen, Gedichten und Theaterstücken.

## Werke
- Erika, München 1900 (zusammen mit Kurt Walter)
- Der König der Panduren, Prachatitz
  - 1 (1908)
  - 2 (1908)
- Thomas Rotts Traum, Ravensburg 1908
- Aus entschwundener Zeit, Graz 1911
- Ferdinand Raimunds letzte Liebe, Leipzig 1914
- Im Kampfe der Völker, München 1916
- Brüderlein fein, B. Budweis 1920
- Hollenbrunn, Wien [u. a.] 1921
- Adalbert Stifters Liebestraum, Heilbronn 1922
- Der Schullehrer von Mariensee, Wien [u. a.] 1922
- Die Söhne der Frau Harland, Wien [u. a.] 1922
- Der Weg nach Mayerling, Wien [u. a.] 1922
- Die letzten Wiener, Dillingen-Donau 1924
- Die Stadt an der Donau, Dillingen-Donau 1924
- Kaiser Josefs Jugendliebe, Dillingen [u. a.] 1925
- Der Tag des Zornes, Dillingen a. Donau 1925
- Der Totenwalzer, Dillingen a. D. 1925
- "Mein ist die Rache ...", Hildesheim 1934
- Der Sohn des Mautners, Freiburg, Schweiz [u. a.] 1936
- Wildeneichen, B. Budweis 1936
- Peter Krull, Leipzig 1940
- Rappelkopf, Leipzig 1940
- Ein Städtchen im Wiener Wald, Leipzig 1940
- Die vom Brillantengrund, Leipzig 1940
- An der schönen blauen Donau, Leipzig 1941
- Im Banne des Schicksals, Leipzig 1941
- Der Pestkönig, Leipzig 1941
- Unheimliche Erlebnisse, Dresden 1941
- Stadt in Not, Wien 1947
- Vater Rott, Wien 1947
- Vom Chorknaben zum berühmten Komponisten, Wien 1947
- Bergfluch, Wien 1948
- Der Mönch von Gaming, Mödling b. Wien 1948
- Aus dem Skizzenbuch einer Kindheit, Wien 1949
- Es begann in Gastein, Wien 1955